# Gravame
Il termine gravame, nel diritto processuale italiano, viene utilizzato come sinonimo di impugnazione o, con significato più specifico, per indicare un particolare tipo di impugnazione, che mira al completo riesame della controversia, in modo da giungere ad un nuovo giudizio in sostituzione di quello contenuto nella sentenza impugnata, ritenuto ingiusto.
Esempio è l'appello, che mira ad un nuovo esame della controversia di primo grado, mentre il ricorso in Cassazione rientra nello schema delle azioni di impugnativa.

## Caratteristiche e requisiti
Presupposto del gravame è la soccombenza e non la denuncia di un vizio della sentenza. Lo scopo è quello di provocare un nuovo giudizio.
I gravami devono essere distinti dalle azioni di impugnativa, che sono rimedi attraverso i quali si denunciano i vizi della sentenza, su istanza della parte soccombente. Queste mirano all'accertamento dell'esistenza del vizio e nel caso alla eliminazione della sentenza viziata, riservando ad una seconda fase la sostituzione di questa. La distinzione fra fase rescindente e rescissoria è molto forte.

## Analisi
La distinzione non è tuttavia così netta tanto che oggi i due istituti tendono ad aver gli uni alcuni elementi degli altri. Inoltre l'appello risulta molto più complesso, assorbendo anche funzioni di richiesta di annullamento. Si può dire che, nel ramo penale, la funzione effettiva di gravame nel nostro ordinamento è svolta da due particolari figure di impugnazione, che non presuppongono motivazioni o vizi: si tratta dell'opposizione a decreto penale e del riesame di misura cautelare.